# 예쯔치 (배우)
예쯔치(중국어: 葉子綺, 병음: Yè Zîqî, 한자음: 엽자기, 2016년 4월 19일 ~ )는 중화민국의 배우이다.